# Esperanto ed Unione europea
Per il suo carattere di organizzazione intergovernativa sui generis fondata sulla parità dei paesi membri anche dal punto di vista linguistico, l'Unione europea ha trovato in più occasioni motivi di confronto e di discussione con il movimento esperantista.

## Anni '90
Soprattutto a partire dagli anni 1990 il tema della lingua esperanto come valido strumento di comunicazione è stato affrontato a più riprese dal Parlamento Europeo.
Nel 1993, a Sofia, il Partito Radicale per primo inserì la questione dell'esperanto fra le proprie cinque campagne prioritarie, rendendosi promotore negli anni successivi di numerose iniziative in tale direzione. Nello stesso anno, dietro proposta dell'Associazione Radicale Esperanto, la delegazione dell'Italia presso l'UNESCO presentò una mozione relativa all'esperanto che fu oggetto di dibattito durante una Conferenza Generale di tale organismo.
Nel 1995 i due europarlamentari Marie-Paule Kestelijn-Sierens e Marianne Thyssen chiesero che la Commissione europea valutasse la possibilità di lanciare progetti pilota di utilizzo dell'esperanto. Il commissario Édith Cresson, già primo ministro della Francia fra il 1991 ed il 1992, rispose che "la promozione dell'esperanto non è fra i compiti della Commissione".
Nel 1996-97 l'Unione europea approvò e cofinanziò un progetto pilota di informazione relativo a "I costi della (non) comunicazione linguistica europea", proposto dai radicali, con prefazione del Nobel Reinhard Selten.

## Anni 2000
Nel 2000 il commissario Neil Kinnock, membro della Commissione Prodi insediatasi nel marzo 1999, avviò un'indagine sulla possibilità di utilizzo dell'esperanto come lingua ponte nelle traduzioni: fu concluso che l'adozione della lingua internazionale, per quanto molto interessante, avrebbe presentato eccessive difficoltà dal punto di vista pratico, finanziario e tecnico.
Nel 2003 nacque il movimento politico Europa Democrazia Esperanto, con sede in Francia, che propone l'adozione della lingua internazionale come seconda lingua di tutti gli Stati membri. Il partito si presenterà alle elezioni europee del 2004, del 2009 e del 2014.
A seguito dell'allargamento dell'Unione europea del 2004, che portò il numero di stati membri da 15 a 25, l'aumento dei costi e delle difficoltà di traduzione e interpretariato ha riportato la questione linguistica tra i banchi delle istituzioni comunitarie.
Nel 2004 l'europarlamentare Gianfranco dell'Alba propose un emendamento al regolamento del Parlamento europeo in cui suggeriva l'utilizzo dell'esperanto come mezzo di tutela della diversità e della ricchezza culturale e linguistica dell'Unione. Il testo fu in un primo momento discusso dalla Commissione per gli affari costituzionali, dove incontrò l'opposizione dei deputati tedeschi Michael Gahler e Ingo Friedrich; i due europarlamentari ebbero a dichiarare che il progetto d'introdurre una lingua neutrale come l'esperanto contrasta diametralmente con la tutela della diversità culturale e linguistica dell'Europa. Il testo fu pertanto emendato e, con due soli voti di scarto, venne rimosso qualsiasi riferimento specifico all'esperanto. Lo stesso testo fu votato nel 2004 dal Parlamento europeo, e nuovamente respinto con una esigua maggioranza.
Nel 2005 gli europarlamentari Marco Pannella ed Emma Bonino presentarono altre due interrogazioni parlamentari alla Commissione europea per richiedere una dichiarazione ufficiale sulla sua posizione in materia di equità ed efficacia delle politiche linguistiche, stato del multilinguismo nei sistemi educativi e vitalità delle lingue in Europa. I due parlamentari radicali citavano, nelle proprie interrogazioni, i risultati del rapporto Grin, secondo cui il Regno Unito guadagna annualmente fino a 18 miliardi di euro l'anno grazie al predominio della lingua inglese sulle altre lingue comunitarie; il rapporto stimava inoltre che l'insegnamento diffuso dell'esperanto avrebbe potuto portare a un risparmio annuale per l'Unione di circa 25 miliardi di euro.